# 卡霍卡 (密蘇里州)
卡霍卡（英語：Kahoka）是位於美國密蘇里州克拉克縣的城市。同時該地也是克拉克縣的縣治。

## 人口
根據2020年美國人口普查的數據，卡霍卡的面積為4.19平方千米，當中陸地面積為4.11平方千米，而水域面積為0.08平方千米。當地共有人口1961人，而人口密度為每平方千米468人。